# Петраково (Дмитровский городской округ)
Петраково — деревня в Дмитровском районе Московской области, в составе сельского поселения Куликовское. Население — 42 чел. (2010). До 1939 года Петраково было центром Петраковского сельсовета. В 1994—2006 годах Петраково входило в состав Дядьковского сельского округа.

## Расположение
Деревня расположена на северо-западе центральной части района, примерно в 10 км к северо-западу от Дмитрова, в полукилометре от западного берега канала имени Москвы, высота центра над уровнем моря 136 м. Ближайшие населённые пункты — примыкающее на востоке Орево и Мельчевка в 1 км на север.

## Население
| 2002 | 2006 | 2010 |
| ---- | ---- | ---- |
| 23   | →23  | ↗42  |